# Libya

Starořecká představa světa nakreslená podle Hérodotova popisu (anglické popisky)

Libya Ókeanovna (řecky Λιβύη) byla nymfa z řecké mytologie, dcera krála Epafa, matka Agénór, jehož otcem byl Poseidón.
Druhým synem Libye byl egyptský král Bélos.
Řekové podle ní označovali jim známou část Afriky (jejíž vládkyní měla být) jako Libyi. Mýtus později převzali i Římané a touto cestou také získal své jméno dnešní stát Libye.